# Новодачинська сільська рада
| Новодачинська сільська рада — орган місцевого самоврядування у Павлоградському районі Дніпропетровської області з адміністративним центром у с. Нова Дача. 05.02.1965 Указом Президії Верховної Ради Української РСР передано Новодачинську сільраду Петропавлівського району до складу Павлоградського району. Сільській раді підпорядковані населені пункти: - с. Нова Дача - с. Кохівка |

## Склад ради
Рада складається з 16 депутатів та голови.

## Керівний склад сільської ради
| ПІБ                        | Основні відомості                                                         | Дата обрання | Дата звільнення |
| -------------------------- | ------------------------------------------------------------------------- | ------------ | --------------- |
| Шатохіна Галина Вікторівна | Сільський голова, 1955 року народження, освіта, член Партії регіонів      | 26.03.2006   | 31.10.2010      |
| Шатохіна Галина Вікторівна | Сільський голова, 1955 року народження, освіта вища, член Партії регіонів | 31.10.2010   |                 |

Примітка: таблиця складена за даними джерела